# Lengarica
Die Lengarica [lɛnɡaɾiʦa] (albanisch auch Lengaricë [lɛnɡaɾiʦə]) ist ein Fluss in Südalbanien. Sie mündet bei Petran, rund fünf Kilometer südöstlich von Përmet, von Osten in die Vjosa. Der Fluss ist 36,8 Kilometer lang und entwässert ein Gebiet von 337 Quadratkilometern, darunter Teile des Hügel- und Berglands Dangellia sowie Ausläufer des Pindosgebirges.
Entlang der Lengarica finden sich mehrere Sehenswürdigkeiten: die äußerst schmale Lengarica-Schlucht, die Thermalquellen von Bënja, die osmanische Steinbrücke Ura e Kadiut und Höhlen, darunter die Shpella e Pëllumbave. Am Fluss befindet sich das Kraftwerk Lengarica, welches seit 2011 gebaut wird und im Jahr 2015 in Betrieb gehen soll.[veraltet]

## Verlauf

### Oberlauf
Die Lengarica entsteht aus mehreren Quellbächen im Süden Kolonjas, die die südwestlichen Hänge des Gramoz-Bergmassivs entwässern. Der auch als Mollza-Bach bezeichnete Hauptarm entspringt auf einer Höhe von rund 1500 m ü. A. am Westhang der Maja Kamenik (2044 m ü. A.), dem auf der griechisch-albanischen Grenze liegenden südlichsten Gipfel des Gramoz. Der Quellbach nimmt im weiteren Verlauf nach Nordwesten vor allem von rechts weitere Bäche auf, so den Arrza-Bach und den Barmash-Bach, und wird auch als Om-Bach beziehungsweise als Poda-Bach bezeichnet. Die Straße von Erseka nach Leskovik quert alle größeren, vom Gramoz herunterkommenden Quellbäche und dazwischen kleinere Pässe. Nördlich liegt das Kolonja-Becken, das vom Osum entwässert wird.

### Mittellauf
Die im Oberlauf parallel zur Vjosa nach Nordwesten verlaufende Lengarica wendet sich nach der Aufnahme des Barmash-Bachs allmählich gegen Westen. Ab hier wird sie auch durchwegs mit diesem Namen bezeichnet. Von Süden nimmt sie zuerst noch die vom Postenan (1553 m ü. A.) herkommende Peshtanica auf, später von Norden den Goshtivisht, der ein größeres Gebiet südlich von Frashër entwässert.

### Lengarica-Schlucht
Danach durchbricht die Lengarica den aus Flysch und weiter unten aus Kalk bestehenden Höhenzug Postenan-Melesin, eine südliche Fortsetzung des Höhenzugs des Tomorr. Dieser Durchbruch ist Teil des Nationalparks Hotova-Dangell.

„Der Kalkkern der Antikline ist noch zum größten Teile von Flysche bedeckt. Seiner Heraushebung wie seine Entblößung haben erst begonnen. Das zeigen auch die Verhältnisse im Tal der Lengatica, welche oberhalb Prëmet in die Vijosë mündet. Hier kommen unter dem bedeckenden Flysch am Gehänge plötzlich Kalke zum Vorschein, die vom Fluß in einer mehr als 3 km langen unzugänglichen Schlucht durchbrochen werden.“

Die Lengarica-Schlucht (alb. Kanioni i Lengaricës) ist eine äußerst schmale Klamm, rund vier Kilometer lang und bis zu 100 Meter tief. An ihrer engsten Stelle hat sie auf Wasserspiegelhöhe bei Niedrigwasser knapp 3 Meter Breite.
In der Schlucht gibt es mehrere Höhlen. In einer fanden sich Spuren prähistorischer Bewohner aus der Kupfersteinzeit, aber auch Illyrer haben sie noch genutzt.
Die Klamm lässt sich bei idealen Wasserverhältnissen im Frühjahr mit Kanus befahren. Im Sommer bei Niedrigstwasser kann die Schlucht auch durchwatet werden.

### Unterlauf
Direkt unterhalb der Schlucht befinden sich die Thermalquellen von Bënja und eine historische Bogenbrücke aus dem 18. Jahrhundert. Sie diente einst als Übergang auf dem Karawanenweg nach Voskopoja.
Nach der Klamm weitet sich das Tal. Durch ein breites Kiesbett fließt die Lengarica der Vjosa zu. Eine neue Brücke wurde in diesem Bereich über den Fluss gebaut. Bei Petran, kurz nach einer Brücke, mündet sie rechts in die Vjosa.
Im Bereich von Schlucht und Unterlauf wird aktuell das Kraftwerk gebaut. Das Projekt sieht vor, oberhalb der Lengarica-Schlucht dem Fluss Wasser zu entnehmen, es durch einen rund vier Kilometer langen Tunnel, der auch für kurze Zeit als Speicher genutzt werden kann, um die Schlucht und dann in einem vier Kilometer langen Düker und einer Druckleitung zum Maschinenhaus in Petran zu leiten. Es wird dabei ein Höhenunterschied von 148 Metern genutzt. Der Bau soll weder die Schlucht noch die Thermalquellen an deren Ende beeinträchtigen, bei der lokalen Bevölkerung und Umweltaktivisten regte sich dennoch Widerstand. Ein Restwasser von mindestens 200 Litern pro Sekunde soll jeweils im Fluss verbleiben.

## Wasserführung
Die Wasserführung des Flusses schwankt im Jahresverlauf stark. Im September sinkt der Wert bei der Ura e Kadiut auf 0,9 Kubikmeter pro Sekunde ab. Im Januar liegt der Durchschnittswert (1977–1992) hingegen bei 7,86 Kubikmeter pro Sekunde, im Jahresschnitt bei 4,9 Kubikmeter pro Sekunde. Bei einem Jahrhunderthochwasser wird mit 200 Kubikmeter pro Sekunde gerechnet.

## Fauna
In der Lengarica wurden der Schneider (Alburnoides bipunctatus), die Bachschmerle (Noemacheilus barbatulus) und der Blaubandbärbling (Pseudorasbora parva) als häufig vorkommend nachgewiesen. Auch Barbe (Barbus barbus) und selten Hasel (Leuciscus leuciscus) sowie Aal (Anguilla anguilla) kommen vor. Unter den Amphibien sind im Fluss der Griechische Frosch (Rana graeca) und der Balkan-Wasserfrosch (Rana balcanica) heimisch.
Die Lengarica-Schlucht ist einer der wenigen Orte in Albanien, wo in den letzten Jahren die Bechsteinfledermaus nachgewiesen werden konnte.

## Thermalquellen Bënja

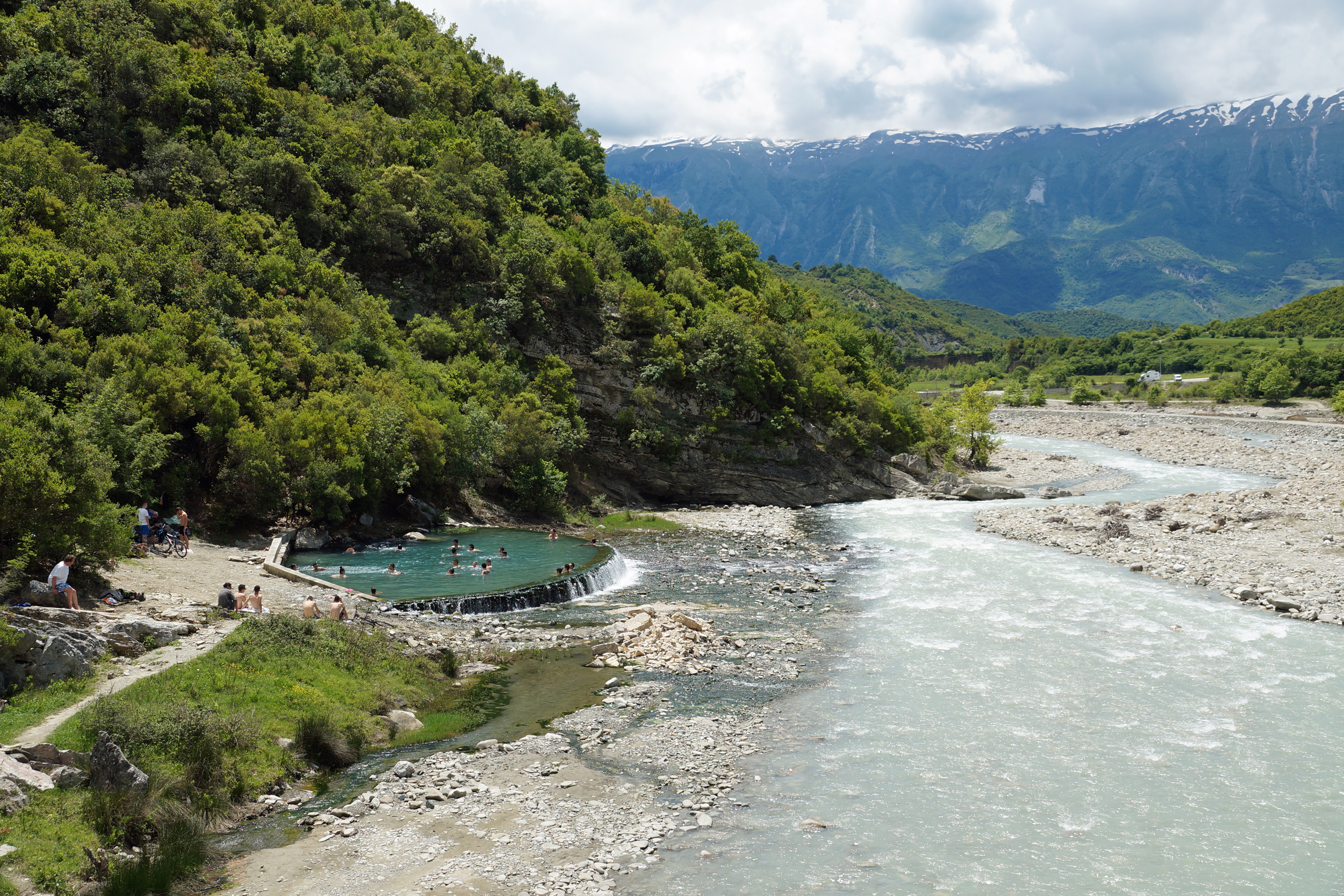
Großes Becken einer der Quellen am linken Flussufer

Bei den sechs Thermalquellen Bënja tritt bis zu 30 °C warmes Wasser hervor. Vier von ihnen wird eine heilende Kraft zugesprochen, zum Beispiel bei Problemen mit dem Magen, Rheuma oder der Haut. Die Bäder bestehen aus einfachen, ungeschützten Natursteinbecken.
Mit einem Ausstoß von über 160 Litern pro Sekunde sind die Thermalquellen von Bënja die wasserreichsten des Landes. Das Wasser enthält Hydrogencarbonate, Sulfate, Natriumchlorid, Calcium und Schwefelwasserstoff. Es gehört zur geologischen Kruja-Zone, die sich von Kruja bis jenseits der griechischen Grenze zieht und diverse Thermalquellen enthält.
Die Quellen waren schon zur römischen Zeit bekannt. In der kommunistischen Ära gab es in Bënja einen Badetourismus von wenigen hundert Personen pro Jahr. Heute bestehen Pläne, eine Badeinfrastruktur zu errichten und auch die anderen Sehenswürdigkeiten im Flusstal und in den umliegenden Dörfern besser zugänglich zu machen.